# موراي كاتر
موراي كاتر (بالإنجليزية: Murray Cutter)‏ هو ملحن أمريكي، ولد في 15 مارس 1902، وتوفي في 19 أبريل 1983.

## وصلات خارجية
- موراي كاتر على موقع IMDb (الإنجليزية)
- موراي كاتر على موقع ميوزك برينز (الإنجليزية)
- موراي كاتر على موقع قاعدة بيانات برودواي على الإنترنت (الإنجليزية)